# Josef Frühwirth (Fußballspieler)
Josef Karl "Pepi" Frühwirth (* 29. Mai 1907; † 18. Januar 1944 bei Kalikhovo, Sowjetunion) war ein österreichischer Fußballspieler.

## Karriere
Josef Frühwirth bestritt sein erstes Meisterschaftsspiel für den SK Rapid Wien in der Saison 1927/28. Schon in der Folgesaison kam der Außenläufer zu regelmäßigen Einsätzen in der Kampfmannschaft und konnte mit Rapid den Meistertitel holen. Im Mitropacup erreichten die Grün-Weißen das Finale, welches mit 1:7 und 5:3 gegen den Ferencvárosi FC verloren ging, wobei Frühwirth in sämtlichen Bewerbsspielen auf dem Platz stand. Im Oktober 1928 kam er auch zu seinem einzigen Einsatz im Nationalteam, wo er beim 5:1-Sieg gegen Ungarn als rechter Läufer eingesetzt wurde.
In der Folgesaison gewannen die Hütteldorfer wieder die Meisterschaft, Frühwirth konnte sich jedoch keinen Stammplatz erobern und verließ mit Saisonende den Verein. Er schloss sich zunächst dem SC Wacker Wien an und wechselte 1932 zum Aufsteiger FC Libertas Wien, mit dem er vier Jahre lang in der höchsten Spielklasse spielte. 1936 nahm er ein Engagement beim  SK Sturm Graz an und konnte auf Anhieb die steirische Meisterschaft gewinnen.
Danach war er als Spielertrainer bei CA Spora Luxembourg tätig und konnte 1938 den Gewinn der Landesmeisterschaft feiern. Nach seiner Rückkehr nach Österreich war er noch für den Floridsdorfer AC sowie nochmals für Sturm Graz aktiv.
Er fiel Anfang 1944 an der Ostfront in Kalikhovo, rund 32 Kilometer östlich der lettischen Grenze, im heutigen Russland.

## Erfolge
- 1× Mitropacup-Finale: 1928
- 2× Österreichischer Meister: 1929, 1930
- 1× Luxemburgischer Meister: 1938
- 2× Halbfinale ÖFB-Cup: 1930, 1936
- 1× Steirischer Landesmeister: 1937
- 1× Steirischer Cupsieger: 1937
- 1 Spiel für die österreichische Fußballnationalmannschaft: 1928